# 우티얀 체랄라탄
페룸 촛투 우티얀 체랄라탄(말라얄람어: പെരും ചോറ്റു ഉതിയൻ ചേരലാതൻ)은 사용 가능한 문학적 출처에서 알려진 초기 역사적 남인도(c. 1st - 4th 세기 CE)의 가장 오래된 체라 통치자이다. 그는 쿠타나드(케랄라 중앙)의 쿠주무르라는 곳에 본부를 두고 있었다. 그의 생애는 1세기 말과 2세기 초(그는 카리칼라 촐라와의 전투 후 130년에 사망했다.)에 해당한다. 그의 아내는 벨리얀 나를리니로, 벨리얀 족장 벤만의 딸이었다.
우티얀 체랄라탄은 "바남바루바반"이라는 칭호를 사용했는데, 이는 "하늘까지 왕국이 도달한 자" 또는 "신들에게 사랑받는 자"를 의미할 수 있다. 후자의 칭호는 예전에 마우리아 황제 아소카에 의해 채택된 바 있다.
우티얀의 코끼리 군단과 기병대는 초기 타밀 문학에서 특히 높이 평가된다. 그는 몇 번의 전투에 참전했고 베니 전투(베닐)에서 전사들을 이끌며 카리칼라와 싸우다가 등에 부상을 입었다.(Akam 55) 그 수치를 견딜 수 없었던 그는 천천히 굶어죽었으며, 그의 "동지"들 중 일부도 그와 함께 자살했다고 한다.(Akam 55). 우티얀 체랄라탄 사후 그의 아들 네둠 체랄라탄이 체라 왕위를 계승하였다.

## 참고 문헌
- Singh, Upinder (2008), 《A History of Ancient and Early Medieval India: from the Stone Age to the 12th century》, New Delhi: Pearson Longman, ISBN 978-81-317-1120-0